# Alexander Murdoch Mackay
Alexander Murdoch Mackay, chiamato dagli indigeni ugandesi Muzunguwa Kazi, ossia lavoratore bianco (Aberdeen, 1849 – Uganda, 1890), è stato un esploratore scozzese.
Emigrato in Germania, fu successivamente inviato in Uganda come missionario; nel 1876 raggiunse Zanzibar  per poi visitare, nel 1878, il lago Vittoria.